# Sanna Mac Donald
Sanna Mac Donald, född 9 oktober 1985, är en svensk författare.

## Biografi
Sanna Mac Donald arbetade tidigare som lärare i svenska och tyska.
Hon skriver böcker med hbtq-tema. Debutromanen Om allt vore annorlunda handlar om två pojkar som bor på ett barnhem i 1930-talets Blackeberg i Stockholm. Uppföljaren Allt som en gång var handlar om är en lesbisk kärlekshistoria. Båda böckerna berättas från olika perspektiv och rör sig mellan tider och generationer. 
Ospårat är en roman för unga vuxna, och handlar om 16-åriga Palle och läraren Hanna, men också transtjejen Lova.

### Romaner
- 2019 - Om allt vore annorlunda, Mima förlag ISBN 9789188845269[3]
- 2020 - Allt som en gång var, Louise Bäckelin förlag ISBN 9789177992158[4]
- 2020 - Ospårat, Tallbergs förlag ISBN 9789198607796[5]

### Antologi
- 2019 - "Främjande likabehandling i klassrummet" i Lotta Björkman & Janne Bromseth, red., Normkritisk pedagogik - perspektiv, utmaningar och möjligheter, Studentlitteratur